# Локальная сеть
Лока́льная сеть (англ. Local Area Network, LAN) — сеть электросвязи, связывающая компоненты вычислительной техники в одной зоне, ограниченной зданием, определенным радиусом или предприятием. Устойчивые словосочетания локальная сеть, локальная вычислительная сеть, локальная компьютерная сеть вошли в русский язык в 1990-е годы. Вычислительные процессы могут превалировать над информационными только в локальных сетях, при этом даже в локальных сетях в большинстве случаев главным является информационный процесс. Термины вычислительная сеть и компьютерная сеть являются синонимами. Связь в локальной вычислительной сети может осуществляться между компьютерами, периферийным оборудованием, специализированными средствами и т. д.:27 Локальные сети могут являться уровнями сетей иерархических систем или входить в глобальные сети.

## Сети связи иерархических систем
Структурированные кабельные системы включают в себя как локальные компьютерные сети, так и другие сети. Например, учрежденческую (офисную) сеть телефонной связи.:13 При этом применяемая кабельная система универсальна и может использоваться для различного оборудования.:14
При использовании локальных сетей для управления процессами в иерархических системах выделяются сети с компьютерами верхнего и нижнего уровня автоматизации. Компьютеры верхнего уровня управляют процессами в пределах участка, цеха, завода. Для локальных сетей с компьютерами нижнего уровня для применения в пределах отдельной системы, оборудования, транспортного средства применяются отдельные виды интерфейсов — полевые шины (fieldbus).:41:11 В принятой в СССР терминологии сети делилились на общепроизводственные и внутрипроизводственные. Также интерфейсы низкого уровня могут применяться для связи компьютеров с периферийными устройствами. Эти интерфейсы могут быть специализированными (зависящими от конструкции конкретных устройств) или универсальными.:12

## Построение сети
Существуют способы классифицировать сеть. Основным критерием классификации принято считать способ администрирования. То есть в зависимости от того, как организована сеть и как она управляется, её можно отнести к локальной, распределённой, городской или глобальной сети. Управляет сетью или её сегментом сетевой администратор. В случае сложных сетей их права и обязанности строго распределены, ведётся документация и журналирование действий команды администраторов.
Компьютеры могут соединяться между собой, используя различные среды доступа: медные проводники (витая пара), оптические проводники (оптические кабели) и через радиоканал (беспроводные технологии). Проводные, оптические связи устанавливаются через Ethernet и прочие средства. Отдельная локальная вычислительная сеть может иметь связь с другими локальными сетями через шлюзы, а также быть частью глобальной вычислительной сети (например, Интернет) или иметь подключение к ней.
Чаще всего локальные сети построены на технологиях Ethernet. Ранее использовались протоколы Frame Relay, Token ring, которые на сегодняшний день встречаются всё реже, их можно увидеть лишь в специализированных лабораториях, учебных заведениях и службах. Для построения простой локальной сети используются маршрутизаторы, коммутаторы, точки беспроводного доступа, беспроводные маршрутизаторы, модемы и сетевые адаптеры. Реже используются преобразователи (конвертеры) среды, усилители сигнала (повторители разного рода) и специальные антенны.
Маршрутизация в локальных сетях используется примитивная, если она вообще необходима. Чаще всего это статическая либо динамическая маршрутизация (основанная на протоколе RIP).
Иногда в локальной сети организуются рабочие группы — формальное объединение нескольких компьютеров в группу с единым названием.
Сетевой администратор — человек, ответственный за работу локальной сети или её части. В его обязанности входит обеспечение и контроль физической связи, настройка активного оборудования, настройка общего доступа и предопределённого круга программ, обеспечивающих стабильную работу сети.
Технологии локальных сетей реализуют, как правило, функции только двух нижних уровней модели OSI — физического и канального. Функциональности этих уровней достаточно для доставки кадров в пределах стандартных топологий, которые поддерживают LAN: звезда, общая шина, кольцо и дерево. Однако из этого не следует, что компьютеры, связанные в локальную сеть, не поддерживают протоколы уровней, расположенных выше канального. Эти протоколы также устанавливаются и работают на узлах локальной сети, но выполняемые ими функции не относятся к технологии LAN.

## Адресация
В локальных сетях, основанных на протоколе IPv4, могут использоваться специальные адреса, назначенные IANA (стандарты RFC 1918 и RFC 1597):
- 10.0.0.0—10.255.255.255;
- 172.16.0.0—172.31.255.255;
- 192.168.0.0—192.168.255.255.

Такие адреса называют частными, внутренними, локальными или «серыми»; эти адреса недоступны из сети Интернет. Необходимость использовать такие адреса возникла из-за того, что при разработке протокола IP не предусматривалось столь широкое его распространение, и постепенно адресов стало не хватать. Для решения этой проблемы был разработан протокол IPv6, однако он пока малопопулярен. В различных непересекающихся локальных сетях адреса могут повторяться, и это не является проблемой, так как доступ в другие сети происходит с применением технологий, подменяющих или скрывающих адрес внутреннего узла сети за её пределами — NAT или прокси дают возможность подключить ЛВС к глобальной сети (WAN). Для обеспечения связи локальных сетей с глобальными применяются маршрутизаторы (в роли шлюзов и файрволов).
Конфликт IP адресов — распространённая ситуация в сети, при которой в одной IP-подсети оказываются два или более компьютеров с одинаковыми IP-адресами. Для предотвращения таких ситуаций и облегчения работы сетевых администраторов применяется протокол DHCP, позволяющий компьютерам автоматически получать IP-адрес и другие параметры, необходимые для работы в сети TCP/IP.

## LAN и VPN
Связь с удалённой локальной сетью, подключенной к глобальной сети, из дома/командировки/удалённого офиса часто реализуется через VPN. При этом устанавливается VPN-подключение к пограничному маршрутизатору.
Особенно популярен следующий способ организации удалённого доступа к локальной сети:
1. Обеспечивается подключение снаружи к маршрутизатору, например по протоколу PPPoE, PPTP или L2TP (PPTP+IPSec).
2. Так как в этих протоколах используется PPP, то существует возможность назначить абоненту IP-адрес. Назначается свободный (не занятый) IP-адрес из локальной сети.
3. Маршрутизатор (VPN, Dial-in сервер) добавляет Proxy ARP — запись на локальной сетевой карте для IP-адреса, который он выдал VPN-клиенту. После этого, если локальные компьютеры попытаются обратиться напрямую к выданному адресу, то они после ARP-запроса получат MAC-адрес локальной сетевой карты сервера, и трафик пойдёт на сервер, а потом и в VPN-туннель.

## Различия между VLAN и VPN
Различия между VLAN и VPN: цель одинаковая — методы разные.
Исторически телекоммуникационные технологии, и локальные сети развивались своими независимыми путями. Поэтому одна и та же проблема создания виртуальных соединений (виртуальных сетей) была фактически решена принципиально разными способами. Поэтому (с некоторой долей условности), можно выделить два пути:
- Локальный. Строится на базе коммутируемого Ethernet с использованием виртуальных сетей. Разделение происходит на уровне коммутатора, который имеет возможность выделять на канальном уровне одного или нескольких пользователей в группу по некоторым признакам (порту или МАС-адресу). То есть если есть несколько свитчей в локальной сети с поддержкой стандарта 802.1q можно построить между ними VLAN. Применяется только в LAN.
- Телекоммуникационный. Предполагает создание виртуальных каналов (туннелей) «поверх» транспортного протокола (обычно IP или Ethernet). Узел-клиент, используя свои учётные данные, устанавливает соединение «точка-точка» с сервером доступа, и уже через этот вновь образованный канал осуществляет передачу/прием данных. При этом как процедура авторизации, так и информационный обмен может быть зашифрован полностью либо частично (только заголовок и пароль авторизации). Применяется в WAN для связи между публичными IP, можно применять в LAN.